# Вертикальная интеграция
Вертикальная интеграция (вертикальная концентрация) — объединение в единый технологический процесс всех или основных звеньев производства и обращения, создание холдинга с одной инфраструктурой, с едиными бизнес-процессами, технологиями, компетенциями и т. д. в цепочке процессов производства товара или услуги. При этом интеграция с поставщиками сырья — это вертикальная интеграция назад; интеграция с потребителями — вертикальная интеграция вперёд.

## Определение
БСЭ в первом издании определяло вертикальную интеграцию как создание комбинированных предприятий, объединяющие производства в последовательные стадии производственного процесса или играющие одно по отношению к другому вспомогательную роль (например, рыбный промысел и производство бондарной посуды).
В последующем издании БСЭ вертикальная интеграция — это интеграция, объединение в единый технологический процесс всех или основных звеньев производства и обращения, от выращивания сельскохозяйственных продуктов до реализации готовой продукции под контролем одного центра — промышленной, банковской или торговой компании. При этом центральная компания контролирует все стадии производства и сбыта.
В современной Британнике вертикальная интеграция — это форма организации бизнеса, в которой все этапы товарного производства, от приобретения сырья до розничной продажи конечного продукта, контролируются одной компанией. При этом происходит вертикальное слияние бизнеса, то есть компания приобретает либо поставщика, либо клиента.
Согласно БРЭ вертикальная интеграция — это слияние, поглощение, укрупнение предприятия, объединение производств смежных отраслей, связанных единой технологической цепочкой.

## Цель вертикальной интеграции
Вертикальная интеграция позволяет согласно БСЭ:
- уравнивать различия конъюнктуры, обеспечивать большее постоянство нормы прибыли;
- устранять торговлю;
- делать возможными технические усовершенствования, получать дополнительную прибыль по сравнению с отдельными предприятиями;
- усиливать конкурентные преимущества, особенно в периоды депрессий, когда понижение цен сырья отстает от понижения цены на продукцию.

В современном сельском хозяйстве в большинстве случаев существует такая цепочка: сбор продукта, его переработка, сортировка, упаковка, хранение, транспортировка и, наконец, продажа продукта конечному потребителю. Фирма, контролирующая все или несколько звеньев подобной цепи, будет вертикально интегрирована. В отличие от горизонтальной интеграции, при которой происходит консолидация нескольких компаний, производящих одни и те же товары или услуги, вертикальная интеграция направлена на захват одной компанией нескольких этапов производства товаров или услуг — например, производство сырья, собственно производство товара или услуги, перевозка к месту реализации, маркетинг и розничные продажи.

## Типы вертикальной интеграции

### Вертикальная интеграция «назад»
Компания осуществляет вертикальную интеграцию «назад», если она стремится получить контроль над компаниями, которые производят сырьё, необходимое при производстве товаров или услуг этой компании. Например, автопроизводители могут владеть компанией по производству покрышек, по производству автомобильных стёкол и автомобильных шасси. Контроль над такими компаниями обеспечивает стабильность поставок, качества и цены конечного продукта. Кроме этого это позволяет увеличить вертикально-интегрированному холдингу собственный объём прибавочной стоимости.

### Вертикальная интеграция «вперед»
Компания осуществляет вертикальную интеграцию «вперёд», если она стремится получить контроль над компаниями, которые производят товар или услуги, которые находятся ближе к конечной точке реализации продукта или услуги потребителю (или даже последующему сервису или ремонту).

### Сбалансированная вертикальная интеграция
Компания осуществляет сбалансированную вертикальную интеграцию, если она стремится получить контроль над всеми компаниями, которые обеспечивают всю производственную цепочку от добычи и/или производства сырья до точки непосредственной реализации потребителю. На развитых рынках существуют эффективные рыночные механизмы, которые делают такой тип вертикальной интеграции избыточным: существуют рыночные механизмы контроля над смежниками. Однако на монополистических или олигополистических рынках компании часто стремятся выстроить полный вертикально-интегрированный холдинг.